# Michael Jäger (Mediziner, 1795)

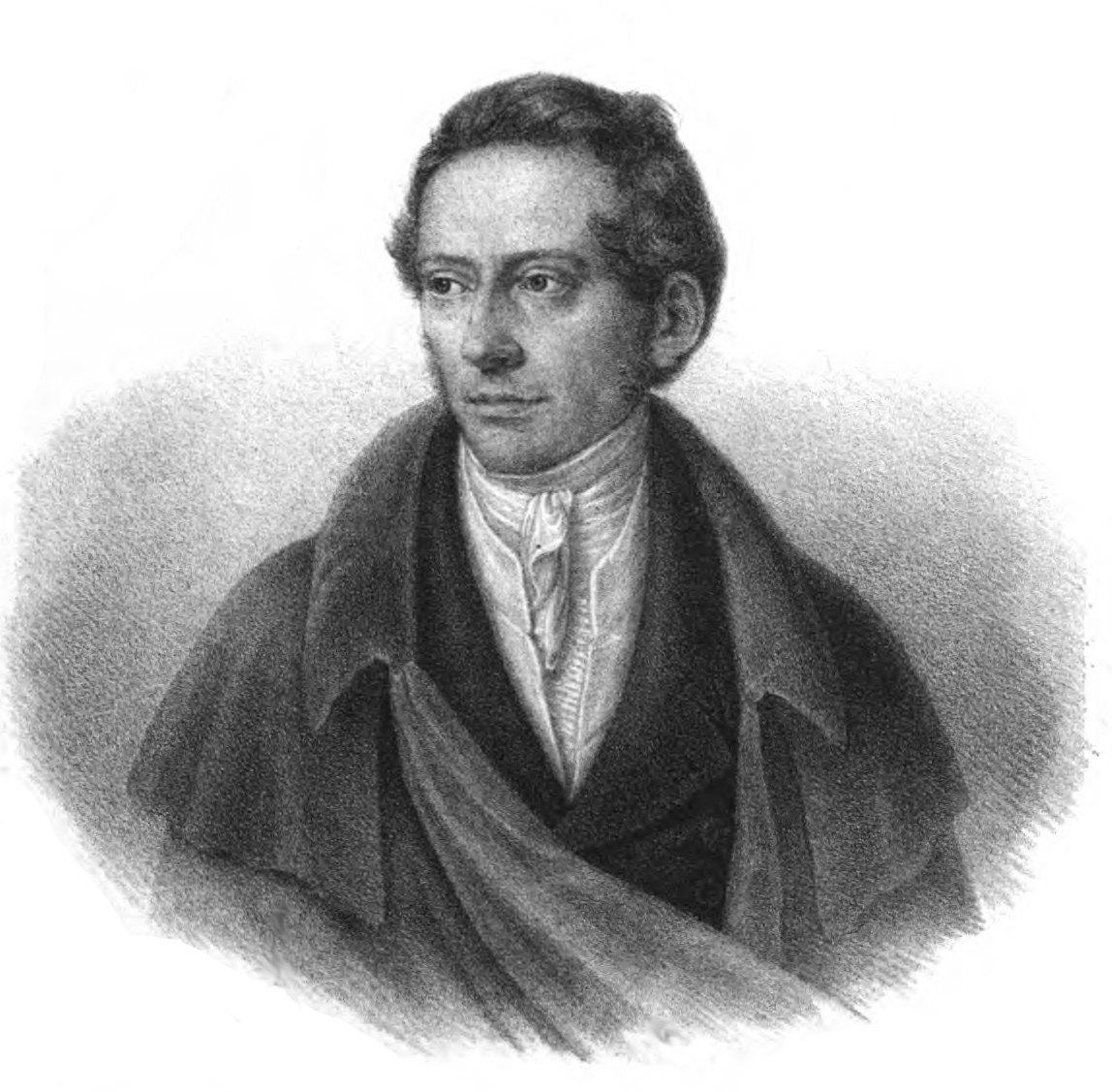
Michael Jäger

Michael Jäger (auch Jaeger; * 10. August 1795 in Würzburg; † 3. Februar 1838 in Erlangen) war ein deutscher Chirurg und Hochschullehrer in Würzburg und Erlangen.

## Leben
Jäger besuchte in Würzburg das Gymnasium und studierte an der Universität Würzburg anschließend Medizin. Am 20. Februar 1819 wurde er dort zum Dr. med. promoviert. Es folgte eine Studienreise nach Wien, Berlin und Hamburg, nach der er zum Distriktsarmenarzt in Würzburg ernannt wurde. Am 8. Juni 1821 bestand er dort das medizinische Staatsexamen und konnte sich somit als praktischer Arzt in Würzburg niederlassen. Er blieb jedoch der Wissenschaft verbunden. Am 18. Februar 1822 habilitierte er sich an der Würzburger Universität und lehrte danach als Privatdozent (unter Johann Lucas Schönlein) pathologische Anatomie. Hierbei veranstaltete er anatomische Demonstrationen im Juliusspital. Zudem hielt er für Schönlein Vorlesungen über Balneologie (Bäder und Heilquellen Deutschlands) und Kinderkrankheiten und bildete sich bei Cajetan von Textor in Chirurgie sowie an Würzburger Militärspitälern weiter. Seine Praxis gab er auf.
Jäger hatte sich eigentlich um eine klinische Lehrstelle in Landshut beworben, erhielt aber, nachdem Bernhard Nathanael Gottlob Schreger verstorben war, zum 1. Oktober 1826 die Position des Direktors der Chirurgisch-augenärztlichen Klinik sowie eine außerordentliche Professur an der Universität Erlangen. Er reformierte die Klinik und ermöglichte es, durch Zuschüsse der Regierung, mehr Bedürftige zu behandeln. Zum 24. Juni 1831 erhielt er an der Erlanger Universität eine ordentliche Professur für Chirurgie.
Er arbeitete 1830 mit am Enzyklopädischen Wörterbuch, das von der Medizinischen Fakultät in Berlin herausgegeben wurde, 1831 am Handbuch der Chirurgie von Johann Nepomuk Rust.
Jäger musste auf königliche Anordnung und gegen seinen Willen zum 30. Oktober 1832, als Ordinarius für Chirurgie, nach Würzburg zurückwechseln. Von 1832 bis 1834 vertrat er dort seinen ehemaligen, sich im Landshuter Exil aufhaltenden, Lehrer Cajetan von Textor, währenddessen Jäger von Johann Simon Dietz (1803–1877) aus Nürnberg in Erlangen vertreten wurde. Auch hier begann er sogleich mit der Reform der Klinik und bekam von der Universität die Gründung einer Instrumentensammlung bewilligt. Diese erhielt hohe Zuschüsse. Allerdings zog er sich mit seinen Reformen den Groll seiner Kollegen auf sich. Zu seinen chirurgischen Assistenten in Würzburg gehörten unter anderem die späteren Professoren Heinrich Adelmann (1807–1884) und Franz von Rinecker.
Jäger wurde, da Textor nach Würzburg rückberufen worden war, auf königlichen Befehl vom 4. November 1834 nach Erlangen in die früheren Positionen zurückversetzt. Einen Ruf nach Dorpat hatte er abgelehnt. Es machte sich nun eine Erkrankung des Kehlkopfes bemerkbar und sein Assistent Franz Jordan von Ried musste aufgrund der fortschreitenden Erkrankung Jägers mit ersten Anzeichen einer Lungentuberkulose dessen Vorlesungen und Übungen übernehmen. Im Jahr 1836 wurde er gewähltes Mitglied der Medizinischen Gesellschaft Leipzig, der Gesellschaft für praktische Medizin in Berlin und des Vereins für Heilkunde in Preußen. Am 2. Februar 1838 starb er an Tuberkulose.

## Schriften (Auswahl)
- Tractatus anatomico-physiologicus de arteriarum pulsu. Würzburg 1820. (Digitalisat).
- De exstirpatione linguae : Commentatio chirurgica. Erlangen 1832 (Digitalisat).
- Ueber die Resection der Knochen in und ausser den Gelenken. Berlin 1832 (Digitalisat).
- Operatio resectionis conspectu chronologico adumbrata. Erlangen 1832 (Digitalisat).
- Ueber die Darmsteine des Menschen und der Thiere. Veit, Berlin 1834. (Digitalisat).
- Beschreibung von Hunter’s Anatomisch-Pathologischem Museum des Collegiums der Wundärzte in London. Palm und Enke, Erlangen 1835 (Digitalisat).
- Über Gelenkentzündungen und ihre Arten. Reimer, Grimma 1836 (Digitalisat).
- als Hrsg. mit Justus Radius und Johann Carl Wilhelm Walther: Handwörterbuch der gesammten Chirurgie und Augenheilkunde. 6 Bände, Gebhardt und Reisland, Leipzig 1836–1840 (Mitarbeit Jägers an Band V–VI ungesichert).
  - Band I 1836 Abbinden–Atresia vulvae (Digitalisat).
  - Band II 1837 Atrophia–Fascia scapularis (Digitalisat).
  - Band III 1838 Fascia T–formis – Hypopyon (Digitalisat).
  - Band IV 1839 Incontinentia–Opium  (Digitalisat).
  - Band V 1839 Orthopaedia-Staphyloma (Digitalisat).
  - Band VI 1840 Staphylorraphia-Zincum (Digitalisat).
- mit Franz Jordan von Ried: Die Resektion der Knochen. Nürnberg 1847 (Digitalisat).